# Ma maman est en Amérique, elle a rencontré Buffalo Bill
 (août 2018).
Pour plus de détails, voir Fiche technique et Distribution.
Ma maman est en Amérique, elle a rencontré Buffalo Bill est un film d'animation français réalisé par Marc Boréal et Thibaut Chatel, sorti en 2013 et tiré du roman graphique Ma maman est en Amérique, elle a rencontré Buffalo Bill de Jean Regnaud, et Émile Bravo paru en 2007 aux éditions Gallimard Jeunesse.

## Synopsis
Jean est un petit garçon de 6 ans. Cette année, il entre au Cours Préparatoire, la grande école ! Il va enfin apprendre à lire. Mais sa maîtresse a l’air très sévère. Le premier jour, il doit lui indiquer la profession de sa mère. Il ne connaît pas la réponse… Mais il veut être comme tout le monde. Sa maman n’est pas là. Où, quand, pourquoi, comment, il a oublié. C’était il y a longtemps. Alors, il invente. Pourtant, elle lui envoie des cartes postales. L’Amérique, la Suisse, l’Espagne, l’Afrique… que lui lit en secret Michèle, sa voisine.

## Fiche technique
- Titre français : Ma maman est en Amérique, elle a rencontré Buffalo Bill
- Réalisation : Marc Boréal et Thibaut Chatel
- Scénario : Jean Regnaud et Stéphane Bernasconi
- Musique : Fabrice Aboulker
- Montage : Valérie Dabos
- Directeur artistique : Pascal Valdès
- Producteur : Guillaume Galliot, Thibaut Chatel et Stephan Roelants
- Production : Label Anim, Melusine Productions et Studiocanal
- Distribution France : Gebeka Films
- Ventes internationales : SND (groupe M6)
- Pays :  France,  Luxembourg
- Langue : français
- Durée : 75 minutes (1h 15)
- Date de sortie : 
  -  France : 23 octobre 2013

## Distribution
- Marc Lavoine : le père de Jean
- Julie Depardieu : Yvette
- Tom Trouffier : Jean
- Alice Orsat : Michèle
- Théo Benhamour : Paul
- Anatole Lebon : Alain
- Valentin Maupin : Patrick
- Émir Seghir : Noured
- Alexandre Aubry : Pascal Vénert
- Évelyne Grandjean : Mme Moinot
- Bernard Tiphaine : M. Ferret
- Sylvie Genty : La Mamie
- Yves Barsacq : Le Papi
- Claire Guyot : Françoise
- Laurent Morteau : Père Michelle
- Natacha Muller : Mère Michelle
- Boris Rehlinger : Le concessionnaire
- Vincent Violette : M. Karmazoff
- André Torrent : lui-même
- Jacqueline Monsigny : elle-même

## Distinctions
- En juin 2013, le film a reçu la "Mention spéciale du jury" festival international du film d'animation d'Annecy[1].
- En septembre 2013, le film a reçu le « Best European Film Award » remis par un jury de l'ECFA (European Children's Festivals Association) lors du Lucas Internationales Kinderfilmfestival de Francfort.
- En octobre 2013, le film a reçu le "Grand Prix" au festival de Yerevan en Arménie.
- En novembre 2013, le fil a reçu le "Coup de Cœur du Jury" (le seul prix récompensant un long-métrage) au Festival Voix d'Étoiles de Port-Leucate.
- Le 31 janvier 2014, le film est nommé aux César dans la catégorie "Meilleur film d'animation".

Le film est en compétition dans différents festivals (source SND qui distribue le film à l'international) [réf. nécessaire] :
- Festival Fantoche (Baden - Suisse) du 3 au 8 septembre 2013 (http://www.fantoche.ch/2013/programm-n9-sD.html#.Uib_cazOUb4.facebook)
- Buster Festival (Copenhague - Danemark) du 5 au 15 septembre 2013 (http://www.buster.dk/b/film.lasso?y=2013&ser=3017&s=2013006)
- Festival Spark Animation (Vancouver - Canada) du 11 au 15 septembre 2013 (http://sparkfx.ca/festivals/information.php#20130913-F31)
- Animation film festival of Yerevan (Yerevan - Arménie) du 27 au 31 octobre 2013
- Puchon International Student Animation Festival (Puchon - Corée du Sud) du 7 au 11 novembre 2013
- International Rome Film Festival (Section Alice in the City) (Rome - Italie) du 8 au 17 novembre 2013
- Gijón International Film Festival (Gijón - Espagne) du 15 au 23 novembre 2013
- Festival de Portland au NorthWest Film Center  (Portland - États-Unis) du 9 au 16 février 2014
- Festival  Montréal International Children's Film Festival (Montréal - Canada) du 1er au 9 mars 2014
- Festival International du Cinéma d'Animation de Meknes (Meknes - Maroc) du 20 au 27 mars 2014
- Australian French Film Festival (Sydney - Australie) du 4 mars au 8 avril 2014
- Future Film Festival en Italie du 1er au 6 avril 2014
- Atlantic Film Festival au Canada du 6 au 12 avril 2014

## Anecdotes
- C’est à l’automne 2008, se promenant avec ses filles dans une librairie parisienne bondée un samedi après-midi, que le producteur du film, Guillaume Galliot, est tombé par hasard sur le livre. Son regard a été attiré par le titre à rallonge. Cinq ans s'écoulent avant que le film sorte en salles.
- Le coréalisateur du film, Marc Boréal, a collaboré, à différents postes à plusieurs films long-métrage en animation : Astérix et le Coup du menhir de Philippe Grimond , Le Big Bang de Picha et Pourquoi j'ai (pas) mangé mon père de Jamel Debbouze.
- Le livre original de Régnaud et Bravo, a été publié en 2007 chez Gallimard. Il existe sept traductions étrangères de l’ouvrage : anglaise, allemande, espagnole, italienne, néerlandaise, coréenne et chinoise. En 2009, la version allemande a reçu la plus haute distinction dans cette langue pour un ouvrage destiné à la jeunesse, le «Deutscher JugendLitteratur Preis ». C’est la première fois que cette récompense était attribuée à une bande-dessinée.
- Le coréalisateur du film, Thibaut Chatel, est l’auteur avec Fabrice Aboulker, Frédéric Doll et Alain Lanty de la comédie musicale Les Mille et une Nuits d’Ali Baba créée au Zénith en 2000.
- Un coproducteur étranger potentiel rencontré pendant le montage financier du film aimait bien le projet et l’histoire mais trouvait le contexte « années soixante-dix » un peu daté. Il a suggéré de replacer le film de nos jours et proposé que Jean, au lieu de recevoir des cartes postales, reçoivent des e-mails.
- Lors d’une projection-test avec de jeunes enfants, les producteurs leur ont posé quelques questions sur les références aux années Soixante-dix : la Simca 1000, les pantalons pattes d’éph', la 2 CV, la télévision en noir & blanc… A la question « C’est quoi une DS ? », ils se verront répondre :« Ben, c’est une boîte carrée avec des boutons où on joue à des jeux électroniques ! ».
- C’est Marc Lavoine qui fait la voix du papa, qui a lui-même proposé d’écrire la chanson du film Avec Buffalo Bill. Plus tard, il demandera au compositeur Fabrice Aboulker « qui interprétera le texte que j’ai écrit ?». Celui-ci balbutiera « euh, un enfant, un petit garçon, je crois… ». « Et pourquoi pas moi ?! » rétorquera le chanteur. C’est finalement lui qui chante la chanson finale.
- L’enregistrement des voix du film a été fait à « à l’ancienne ». Les comédiens ont enregistré leur rôle à l’avance dès 2011 sans images. Pour eux, cela a été un exercice à la fois difficile (ils n’avaient pas de support visuel graphique) et exaltant (ils ont véritablement « créé » leur personnage comme ils le voulaient : avec leur rythme, leur phrasé, leur silence ; ils n’avaient aucun carcan de timing à la différence du doublage). Marc Lavoine dans le rôle du papa, Julie Depardieu dans celui de la nounou, Evelyne Grandjean dans le rôle de madame Moinot, Boris Rehlinger pour le garagiste, Vincent Violette pour le pédopsychiatre... Pour les enfants, Tom Trouffier dans le rôle de Jean, Alice Orsat dans celui de Michèle, Theo Benhamour pour Paul ou Alexandre Aubry pour Pascal Vénert. En 2013, il a fallu finir de caler les voix des comédiens enregistrées deux ans plus tôt (des « pick-ups » : on fait revenir les acteurs à qui on demande de rajouter ici et là, les quelques mots et les bouts de phrase qui manquent dans certaines séquences et dont on s’est aperçu en cours de fabrication). Étape classique qui ne pose pas de souci pour les adultes. En revanche, pour les enfants, dont certains venaient d’entrer dans la puberté et dont la voix avait mué entre-temps, cela été plus problématique. Quelques sueurs froides donc avec certaines voix devenues bien différentes…
- André Torrent qui animait le Hit Parade dans les années 1970 sur RTL a prêté sa voix, par amitié, au film. On[Qui ?] peut l'entendre à la radio chez les grands-parents.
- Pour animer les voitures du film (une DS, une 4L, une Simca 1000), des graphistes de Label Anim se sont rendus dans les conservatoires des marques automobiles afin de les photographier en détail. Ce sont les seuls éléments en 3D du film.
- Jacqueline Monsigny, la mère de Thibaut Chatel, le coréalisateur, joue son propre rôle dans le film. On[Qui ?] l'entend à un moment dans la télévision présenter une soirée de gala au cirque Jean Richard.À l'époque, elle présentait avec Marcel Fort le jeudi après-midi une émission pour les enfants intitulée "1, 2, 3, En Piste !" qui était tournée au cirque Jean Richard d'Ermenonville.
- C'est Eric Gutierrez qui a été chargé par la production de dessiner les « polaroids » du générique de fin. Toute l'équipe a apporté des photos souvenirs de voyages aux États-Unis pour qu'Eric s'en inspire.
- C'est Thibaut Chatel qui fait la voix off du documentaire animalier très ennuyeux qui passe à la télévision. Il cite un certain "Jérôme Galito"... qui est le surnom de Guillaume Galliot, le producteur du film.
- Après la cérémonie de clôture du Festival international du film d’animation d'Annecy en juin 2013, les producteurs comptaient aller prendre tranquillement un verre avec le compositeur, Fabrice Aboulker. Mais le film reçoit la Mention Spéciale du Jury. Marcel Jean le délégué artistique du festival leur annonce que la tradition est qu’un des films primés soit projeté en séance publique gratuite sur écran géant en extérieur. « Et on a choisi Ma Maman… Vous êtes d’accord ? ». Les producteurs se sont alors retrouvés 5 minutes plus tard sur le Paquier, une immense étendue d’herbe au bord du lac d’Annecy devant 8 000 personnes. Émus, ils balbutieront trois mots avant que la projection ne commence dans un cadre magique : la nuit tombant sur le lac avec les montagnes alentour.